# المنو سان سالواتور
المنو سان سالواتور (به ایتالیایی: Almenno San Salvatore) یک سکونتگاه مسکونی در ایتالیا است که در استان برگامو واقع شده‌است.

## خصوصیات
المنو سان سالواتور ۴٫۸ کیلومترمربع مساحت و ۵٬۸۳۱ نفر جمعیت دارد و ۳۲۸ متر بالاتر از سطح دریا واقع شده‌است.